# President de Sardenya
Aquesta és una llista dels Presidents de la Regió de Sardenya des de 1946 fins ara, així com dels vicepresidents i dels presidents de la Junta Regional de Sardenya.

## Governadors
- 1943: Antonio Basso
- 1943 - 1944: Giovanni Magli

## Alts Comissaris
- 1944 - 1949: Pietro Pinna Parpaglia

## Presidents de la Junta regional i de la Regió
| President de la Junta regional | Càrrec           | Partit       | N° |
| ------------------------------ | ---------------- | ------------ | -- |
| Luigi Crespellani              | 1949 — 1954      | DCI          | 1  |
| Alfredo Corrias                | 1954 — 1955      | DCI          | 2  |
| Giuseppe Brotzu                | 1955 — 1958      | DCI          | 3  |
| Efisio Corrias                 | 1958 — 1966      | DCI          | 4  |
| Paolo Dettori                  | 1966 — 1967      | DCI          | 5  |
| Giovanni Del Rio               | 1967 — 1970      | DCI          | 6  |
| Lucio Abis                     | 1970             | DCI          | 7  |
| Antonio Giagu De Martini       | 1970 — 1972      | DCI          | 8  |
| Pietro Soddu                   | 1972             | DCI          | 9  |
| Salvator Angelo Spano          | 1972             | DCI          | 10 |
| Antonio Giagu De Martini       | 1972 — 1973      | DCI          | -  |
| Giovanni Del Rio               | 1973 — 1976      | DCI          | -  |
| Pietro Soddu                   | 1976 — 1979      | DCI          | -  |
| Mario Puddu                    | 1979             | DCI          | 11 |
| Alessandro Ghinami             | 1979 — 1980      | PSDI         | 12 |
| Pietro Soddu                   | 1980             | DCI          | -  |
| Mario Puddu                    | 1980             | DCI          | -  |
| Francesco Rais                 | 1980 — 1982      | PSI          | 13 |
| Mario Melis                    | 1982             | PSdAz        | 14 |
| Angelo Rojch                   | 1982 — 1984      | DCI          | 15 |
| Mario Melis                    | 1984 — 1989      | PSdAz        | -  |
| Mario Floris                   | 1989 — 1991      | DCI          | 16 |
| Antonello Cabras               | 1991 — 1994      | PSI          | 17 |
| Federico Palomba               | 1994 — 1999      | Progressisti | 18 |
| Mauro Pili                     | 1999             | FI           | 19 |
| Gian Mario Selis               | 1999             | PPI          | 20 |
| Mario Floris                   | 1999 — 2001      | UDR          | -  |
| Mauro Pili                     | 2001 — 2003      | FI           | -  |
| Italo Masala                   | 2003 — 2004      | AN           | 21 |
| Renato Soru                    | 2004 — 2008      | DS / PD      | 22 |
| Ugo Cappellacci                | 2009 — 2014      | PdL / FI     | 23 |
| Francesco Pigliaru             | 2014 — 2019      | PD           | 24 |
| Christian Solinas              | 2019 — 2024      | PSd'Az       | 25 |
| Alessandra Todde               | 2024 — en càrrec | M5S          | 26 |

## Vicepresidents de la Regió
| Vicepresident de la Regió | Mandat      | Partit      | N° |
| ------------------------- | ----------- | ----------- | -- |
| Carlo Mannoni             | 2008 — 2009 | independent | 1  |

## Presidents del Consell Regional
- 1949 - 1951: Anselmo Contu
- 1951 - 1953: Alfredo Corrias
- 1953 - 1954: Alfredo Corrias
- 1954 - 1957: Efisio Corrias
- 1957 - 1958: Efisio Corrias
- 1958 - 1961: Agostino Cerioni
- 1961 - 1965: Agostino Cerioni
- 1965 - 1968: Agostino Cerioni
- 1968 - 1969: Paolo Dettori
- 1969 - 1974: Felice Contu
- 1974 - 1977: Felice Contu
- 1977 - 1979: Andrea Raggio
- 1979 - 1981: Armando Corona
- 1981 - 1983: Alessandro Ghinami
- 1983 - 1984: Francesco Rais
- 1984 - 1989: Emanuele Sanna
- 1989 - 1991: Salvatorangelo Mereu
- 1991 - 1994: Mario Floris
- 1994 - 1999: Gianmario Selis
- 1999 - 2004: Efisio Serrenti
- 2004 - en càrrec: Giacomo Spissu